# Герасимов, Константин Александрович
Константин Александрович Герасимов (род. 11 апреля 1947, Саратов) — советский самбист, чемпион СССР и Европы, призёр чемпионата мира, обладатель Кубка мира, Заслуженный мастер спорта России (30 апреля 1997 года). С 1973 года на тренерской работе. Профессор кафедры физподготовки и спорта Саратовского военного института внутренних войск МВД России. Полковник милиции.

## Спортивные результаты
- Чемпионат СССР по самбо 1971 года — ;
- Чемпионат СССР по самбо 1972 года — ;
- Чемпионат СССР по самбо 1973 года — ;
- Чемпионат СССР по самбо 1974 года — ;
- Чемпионат СССР по самбо 1976 года — ;
- Чемпионат СССР по самбо 1977 года — ;
- Абсолютный чемпионат СССР по самбо 1978 года — ;
- Чемпионат СССР по самбо 1979 года — .